# تلمان ۴۲۴۶
سیارک ۴۲۴۶ (به انگلیسی: 4246 Telemann، نامگذاری:1982SY2) چهار هزار و دویست و چهل و ششمین سیارک کشف شده‌است که در ۲۴ سپتامبر ۱۹۸۲ کشف شد.
قدر مطلق سیارک برابر ۱۳٫۵۰ است.